# Togo (Saskatchewan)
Pour les articles homonymes, voir Togo (homonymie).
Togo est un village de la Saskatchewan au Canada.

## Géographie
Il se situe à 800 m de la frontière avec le Manitoba à environ 72 km au nord-est de Yorkton. Lors du recensement de 2011, il avait une population de 87 habitants.

## Transports
Via Rail Canada y exploite une gare sans personnel sur la ligne Wininpeg - Churchill.

## Personnalités notables
- Reginald John Marsden Parker, lieutenant-gouverneur de la Saskatchewan de 1945 à 1948
- Ted Hampson, joueur professionnel de hockey

## Annexe